# Halichondria attenuata
Halichondria attenuata är en svampdjursart som först beskrevs av Topsent 1915.  Halichondria attenuata ingår i släktet Halichondria och familjen Halichondriidae. Inga underarter finns listade i Catalogue of Life.